# 메흐디 마다비키아
메흐디 마다비키아(페르시아어: مهدی مهدوی کیا, Mehdi Mahdavikia, 1977년 7월 24일, 이란 테헤란 ~ )는 이란의 은퇴한 축구 선수이자 현 축구 지도자로 현역 시절 함부르거 SV에서 오랜 기간 동안 활약했다.

## 축구인 경력

### 클럽 경력
이란의 페르세폴리스 FC에서 선수 생활을 시작하였다. 1997년 아시아 최우수 청소년 선수에 뽑힌 것을 계기로 1998년, 독일의 VfL 보훔으로 이적하였다. 보훔의 강등 이후, 함부르거 SV로 팀을 옮겼으며, 이 팀에서 여덟 시즌을 뛰었다.
2003년 아시아 올해의 선수, 2003년과 2004년에는 팬들에 의해 함부르크 올해의 선수에 뽑혔으며, 또 2002-2003 시즌에는 분데스리가 어시스트 왕을 차지하였다. 함부르크에서 메디의 별명은 카펫 (독일어: der Teppich) 이었다.
2006-07 시즌 종료 후, 그는 오랫동안 뛰었던 함부르거 SV를 떠나, 아인트라흐트 프랑크푸르트와 3년 계약을 맺었다. 프랑크푸르트에서 세 시즌 동안 32경기에 출전한 그는, 이렇다 할 활약을 하지 못하고 2010년, 프랑크푸르트와 계약을 상호 합의 하에 파기하였다. 분데스리가의 함부르거 SV, 보훔, 프랑크푸르트에서 뛰며 분데스리가에서 255경기에 출전하였으며, 2010년 1월 이란의 스틸 아진으로 이적해, 국내 무대로 복귀하였다.
2013년 5월 프로 무대에 데뷔하였을 당시 소속 클럽인 페르세폴리스에서 선수 생활 은퇴를 선언하였다.

### 국가대표팀
이란 축구 국가대표팀에서는 1996년부터 2009년까지 111경기에 출전해 13골을 넣었으며, 네 번의 아시안컵 (1996년, 2000년, 2004년, 2007년) 과 두 번의 월드컵 (1998년, 2006년)에서 이란 대표로 뛰었다.
2009년 6월, 그는 대한민국과의 2010년 FIFA 월드컵 아시아 지역 최종 예선 경기에서 초록색 팔찌를 착용하고 출전해 이란 축구 협회로부터 무기한 출전 금지 처분을 받았는데, 초록색은 부정 선거 의혹으로 논란이 되었던 이란 대통령 선거에서 개혁파를 대표하는 색이었다.

## 경력
- 1996년 AFC 아시안컵 국가대표
- 1998년 FIFA 월드컵 국가대표
- 2000년 AFC 아시안컵 국가대표
- 2004년 AFC 아시안컵 국가대표
- 2006년 FIFA 월드컵 국가대표
- 2007년 AFC 아시안컵 국가대표

## 수상
이란
- 1996년 AFC 아시안컵 3위
- 2004년 AFC 아시안컵 3위

개인
- 1997년 아시아 올해의 청소년 축구 선수
- 2003년 아시아 올해의 축구 선수

## 같이 보기
- A매치 100경기 이상 출전한 축구 선수 명단